# Aaron Olsen
Aaron Olsen (født 11. januar 1978) er en tidligere professionel amerikansk landevejscykelrytter. 

## Meritter
- Tour de Beauce - 1 etape (2004)
- Tour de Toona - 1 etape (2004)
- Valley of the Sun stage race - Vinder (2003)
- International Cycling Classic - 1 etape (2003)
- National U23-mesterskab i landevejscykling - 3. plads (2000)